# Bouaflé
Bouaflé è una città della Costa d'Avorio situata nel distretto di Sassandra-Marahoué ed è capoluogo della regione di Marahoué e dell'omonimo dipartimento.